# Haruka Kaji
Haruka Kaji (Japans: 加治 遥, Kaji Haruka) (25 september 1994) is een tennisspeelster uit Japan. Kaji begon op zevenjarige leeftijd met het spelen van tennis. Zij speelt rechtshandig en heeft een tweehandige backhand. Zij is actief in het internationale tennis sinds 2010.

## Loopbaan
Kaji won in 2015 haar eerste ITF-titel op het dubbelspeltoernooi van Kofu (Japan). Later dat jaar veroverde zij haar eerste enkelspeltitel op het ITF-toernooi van Hongkong.
In 2017 kwalificeerde Kaji zich voor het eerst voor een WTA-hoofdtoernooi, op het toernooi van Hawaï.
Op het dubbelspel van het WTA-toernooi van Japan 2019 bereikte Kaji de halve finale, samen met landgenote Junri Namigata. In november 2019 bereikte zij de dubbelspelfinale van een $100k-toernooi in Tokio, weer met Namigata aan haar zijde – hiermee kwam Kaji binnen in de top 150 van de wereldranglijst in het dubbelspel.

## Posities op deWTA-ranglijst
Positie per einde seizoen:
| jaar | rang enkelspel | rang dubbelspel |
| ---- | -------------- | --------------- |
| 2013 | 872            | –               |
| 2014 | 679            | 1135            |
| 2015 | 1082           | 881             |
| 2016 | 628            | 655             |
| 2017 | 321            | 659             |
| 2018 | 299            | 322             |
| 2019 | 351            | 156             |
| 2020 | 344            | 159             |
| 2021 | 415            | 358             |
| 2022 | 336            | 769             |